# Ottavio Thaon di Revel
Ottavio Thaon di Revel, conte di Pralungo (Torino, 26 giugno 1803 – Torino, 9 febbraio 1868), è stato un nobile e politico italiano, ministro del Regno di Sardegna e senatore del Regno d'Italia.

## Biografia
Figlio di Ignazio Isidoro Thaon di Revel e di Sant'Andrea e di Sabina Spitalieri di Cessole, fratello maggiore del generale e ministro Genova Giovanni Thaon di Revel, riceve il titolo paterno di conte di Pralungo, Signore di Castelnuovo.
Si distinse per gli alti incarichi politici ricoperti presso il parlamento del regno di Sardegna. Divenne sostituto del Procuratore generale dal 24 gennaio 1826,
e dopo alcuni anni fu nominato Primo ufficiale nella Segreteria di Stato per gli affari di finanze dal 9 maggio 1835.  In seguito venne nominato Primo segretario di Stato per gli affari di finanze dal 24 agosto 1844 e il 4 marzo 1848, cofirmatario dello Statuto Albertino (la costituzione adottata in Italia fino all'entrata in vigore della costituzione della repubblica italiana, il 1º gennaio 1948).
Nel 1848 fu Deputato del Regno di Sardegna dalla I alla VI legislatura e grazie alla sua esperienza e abilità, nominato Ministro delle finanze per diversi governi; dal 16 marzo al 27 luglio 1848 (Governo Balbo) e dal 19 agosto al 15 dicembre 1848 (Governo Alfieri, poi Governo Perrone), riuscendo a chiudere il bilancio con un attivo di 90 milioni. Fu riconfermato deputato nel 1849, nel 1853 e nel 1858 fino al 1860. Di idee moderate e conservatrici, contrastava la politica riformistica di Cavour, specialmente in materia ecclesiastica e osteggiava ardentemente il trasferimento della capitale d'Italia a Firenze. Nonostante le controversie politiche, i due si frequentavano amichevolmente nella vita privata e la reciproca stima portò lo stesso Cavour a definire Ottavio "uno dei pochi finanzieri del Regno". Rappresentò per lungo tempo, con il suo giornale La Patria, il conservatorismo di destra delle classi dirigenti piemontesi. Fu soprattutto il fidato consigliere e intimo amico del re Carlo Alberto, come attestano le numerose lettere che il Re gli indirizzava dai campi di battaglia del 1848-49 al "mon très cher de Revel", firmandosi con semplicità "votre très affectionné C. Albert", che lo nominò Gran Cordone dei Santi Maurizio e Lazzaro, il 20 gennaio 1861.
Negli ultimi anni della sua vita venne eletto sindaco di San Raffaele e Cimena (1852-1859)  e consigliere provinciale di Torino (1860-1867).
Dopo l'Unità d'Italia fu nominato Senatore del Regno, il 20 gennaio 1861  e nel 1866, Regio commissario a Venezia. È stato presidente della Cassa di risparmio di Torino dal 1862 al 1868. 

## Vita privata
Sposato tre volte, la prima moglie morì di parto insieme alla bambina; dalla seconda ebbe cinque figli (Alessandro, Sabina, Ignazio (senatore), Adele, Teresa); dalla terza, che gli premorì, ebbe Adriano, gemello di Vittorio (senatore, regio console e ministro plenipotenziario) e Paolo (Grande Ammiraglio, senatore). Dei nove figli, ben cinque morirono in età infantile o giovanile.

## Memoria
È ricordato, oltre che da una via nel quartiere Crocetta, su una lapide sulla facciata del palazzo che fu della famiglia a Torino, in via Lagrange 14.
È sepolto nel Cimitero monumentale di Torino.